# Recopa Sul-Americana de 2021
A Recopa Sul-Americana de 2021, oficialmente CONMEBOL Recopa 2021, foi a 28.ª edição do torneio realizado anualmente pela Confederação Sul-Americana de Futebol (CONMEBOL). Foi disputada entre os vencedores de 2020 dos dois principais torneios de clubes da América do Sul, a Copa Libertadores e a Copa Sul-Americana.
O Defensa y Justicia, da Argentina conquistou seu primeiro título na competição após levar a melhor sobre o Palmeiras, do Brasil.
O título do clube argentino veio após dois jogos decisivos que terminaram empatados pelo placar de 2 a 1. O primeiro deles, realizado na Argentina, contou com vitória brasileira. O segundo, realizado no Brasil, contou com vitória argentina, em jogo que contou com prorrogação. Com a igualdade por 3 a 3 no placar agregado, a vitória do Defensa y Justicia veio em disputa por pênaltis, por por 4–3. Foi a primeira vez que o campeão da Copa Sul-Americana venceu o torneio desde 2015.

## Equipes
| Equipe             | Qualificação                                    | Aparições anteriores |
| ------------------ | ----------------------------------------------- | -------------------- |
| Palmeiras          | Campeão da Copa Libertadores da América de 2020 | Estreante            |
| Defensa y Justicia | Campeão da Copa Sul-Americana de 2020           | Estreante            |

## Regulamento
A Recopa Sul-Americana é disputada em jogos de ida e volta, sendo que o campeão da Copa Libertadores tem a primazia de realizar o segundo jogo em casa. Ao final dos 90 minutos regulamentares no jogo de volta, pode ser necessário mais 30 minutos de prorrogação em caso de igualdade no placar agregado (a regra do gol fora de casa não é aplicada). Persistindo o empate, o título é decidido em disputa por pênaltis.

## Partidas

### Primeiro jogo
| 7 de abril    | Defensa y Justicia | 1 – 2     | Palmeiras                     | Estádio Norberto Tomaghello, Florencio Varela |
| 21:30 (UTC−3) | Romero 58'         | Relatório | Rony 16' · Gustavo Scarpa 75' | Público: 0 (PF) Árbitro: COL Andrés Rojas     |

| Defensa | Palmeiras |

| G                   | 22 | Ezequiel Unsain        |       |     |
| LD                  | 15 | Matías Rodríguez       | 90+6' |     |
| Z                   | 2  | Adonis Frías           | 90+6' |     |
| Z                   | 5  | Fernando Meza          | 54'   |     |
| LE                  | 3  | Marcelo Benítez        | 36'   |     |
| V                   | 30 | Raúl Loaiza            |       | 76' |
| V                   | 8  | Enzo Fernández         |       |     |
| M                   | 29 | Francisco Pizzini      |       | 69' |
| M                   | 11 | Carlos Rotondi         |       | 76' |
| A                   | 31 | Braian Romero          |       |     |
| A                   | 7  | Walter Bou             |       |     |
| Substitutos:        |    |                        |       |     |
| G                   | 1  | Marcos Ledesma         |       |     |
| D                   | 4  | Franco Paredes         |       |     |
| D                   | 25 | Néstor Breitenbruch    |       |     |
| D                   | 28 | Juan Gabriel Rodríguez |       |     |
| D                   | 33 | Nahuel Gallardo        |       |     |
| D                   | 37 | Emanuel Brítez         |       |     |
| M                   | 10 | Tomás Martínez         |       | 69' |
| M                   | 16 | Lautaro Escalante      |       | 76' |
| M                   | 35 | Valentín Larralde      |       |     |
| A                   | 9  | Miguel Merentiel       |       |     |
| A                   | 12 | Ciro Rius              |       |     |
| A                   | 23 | Eugenio Isnaldo        |       | 76' |
| Treinador:          |    |                        |       |     |
| Sebastián Beccacece |    |                        |       |     |

| G             | 21 | Weverton         |     |     |
| LD            | 2  | Marcos Rocha     |     |     |
| Z             | 13 | Luan             | 32' |     |
| Z             | 15 | Gustavo Gómez    |     |     |
| LE            | 17 | Matías Viña      | 84' |     |
| V             | 30 | Felipe Melo      |     | 63' |
| V             | 8  | Zé Rafael        |     | 63' |
| M             | 19 | Breno Lopes      |     | 80' |
| M             | 23 | Raphael Veiga    |     | 59' |
| A             | 29 | Willian          |     | 59' |
| A             | 7  | Rony             |     |     |
| Substitutos:  |    |                  |     |     |
| G             | 42 | Jailson          |     |     |
| D             | 6  | Lucas Esteves    |     | 59' |
| D             | 12 | Mayke            |     | 80' |
| D             | 26 | Victor Luis      |     |     |
| D             | 33 | Alan Empereur    |     |     |
| M             | 5  | Patrick de Paula | 79' | 63' |
| M             | 14 | Gustavo Scarpa   | 88' | 59' |
| M             | 20 | Lucas Lima       | 35' |     |
| M             | 28 | Danilo           |     | 63' |
| A             | 11 | Wesley           |     |     |
| A             | 37 | Rafael Papagaio  |     |     |
| A             | 41 | Giovani          |     |     |
| Treinador:    |    |                  |     |     |
| Abel Ferreira |    |                  |     |     |

| Árbitros assistentes: COL Alexander Guzmán COL Jhon León Quarto árbitro: COL Nicolás Gallo Árbitro de vídeo: COL Alexander Ospina Árbitros assistentes de vídeo: PAR Éber Aquino PAR Eduardo Cardozo PAR Juan Benítez |

### Segundo jogo
| 14 de abril   | Palmeiras               | 1 – 2 (pro) | Defensa y Justicia         | Estádio Mané Garrincha, Brasília             |
| 21:30 (UTC−3) | Raphael Veiga 22' (pen) | Relatório   | Romero 30' · Benítez 90+3' | Público: 0 (PF) Árbitro: URU Leodán González |

|                                                 |       | Penalidades                       |  |
| Gabriel Menino Luiz Adriano Gómez Rony Weverton | 3 – 4 | Frías Merentiel Isnaldo Fernández |  |

| Palmeiras | Defensa |

| G             | 21 | Weverton         |       |      |     |
| LD            | 2  | Marcos Rocha     | 90+1' | 106' |     |
| Z             | 13 | Luan             |       |      |     |
| Z             | 15 | Gustavo Gómez    |       |      |     |
| LE            | 17 | Matías Viña      | 68'   |      |     |
| V             | 5  | Patrick de Paula | 82'   | 83'  |     |
| V             | 28 | Danilo           |       |      |     |
| M             | 11 | Wesley           | 59'   | 63'  |     |
| M             | 23 | Raphael Veiga    |       | 77'  |     |
| M             | 19 | Breno Lopes      |       | 66'  |     |
| A             | 7  | Rony             | 110'  |      |     |
| Substitutos:  |    |                  |       |      |     |
| G             | 42 | Jailson          |       |      |     |
| D             | 12 | Mayke            |       | 63'  |     |
| D             | 26 | Victor Luis      |       |      |     |
| D             | 33 | Alan Empereur    |       |      | 83' |
| M             | 8  | Zé Rafael        |       |      |     |
| M             | 14 | Gustavo Scarpa   |       |      |     |
| M             | 18 | Danilo Barbosa   |       |      |     |
| M             | 25 | Gabriel Menino   |       | 77'  |     |
| M             | 30 | Felipe Melo      |       | 83'  |     |
| A             | 10 | Luiz Adriano     |       | 106' |     |
| A             | 27 | Gabriel Veron    |       | 66'  | 83' |
| A             | 29 | Willian          |       |      |     |
| Treinador:    |    |                  |       |      |     |
| Abel Ferreira |    |                  |       |      |     |

| G                   | 22                  | Ezequiel Unsain        |                     |      |
| LD                  | 15                  | Matías Rodríguez       |                     | 106' |
| Z                   | 2                   | Adonis Frías           | 110'                |      |
| Z                   | 5                   | Fernando Meza          |                     |      |
| LE                  | 3                   | Marcelo Benítez        | 84'                 | 112' |
| V                   | 30                  | Raúl Loaiza            | 63'                 | 77'  |
| V                   | 8                   | Enzo Fernández         |                     |      |
| M                   | 29                  | Francisco Pizzini      |                     | 85'  |
| M                   | 11                  | Carlos Rotondi         |                     | 80'  |
| A                   | 31                  | Braian Romero          | 98'                 |      |
| A                   | 7                   | Walter Bou             |                     | 106' |
| Substitutos:        |                     |                        |                     |      |
| G                   | 1                   | Marcos Ledesma         |                     |      |
| D                   | 25                  | Néstor Breitenbruch    |                     | 112' |
| D                   | 28                  | Juan Gabriel Rodríguez |                     |      |
| D                   | 33                  | Nahuel Gallardo        |                     |      |
| D                   | 37                  | Emanuel Brítez         |                     | 106' |
| M                   | 10                  | Tomás Martínez         |                     |      |
| M                   | 16                  | Lautaro Escalante      |                     | 106' |
| M                   | 35                  | Valentín Larralde      |                     |      |
| A                   | 9                   | Miguel Merentiel       |                     | 85'  |
| A                   | 12                  | Ciro Rius              |                     |      |
| A                   | 19                  | Gabriel Hachen         |                     | 77'  |
| A                   | 23                  | Eugenio Isnaldo        |                     | 80'  |
| Treinador:          |                     |                        |                     |      |
| Sebastián Beccacece | Sebastián Beccacece | Sebastián Beccacece    | Sebastián Beccacece | 32'  |

| Árbitros assistentes: URU Nicolás Tarán URU Richard Trinidad Quarto árbitro: URU Andrés Matonte Árbitro de vídeo: CHI Julio Bascuñán Árbitros assistentes de vídeo: CHI Cristian Garay ECU Christian Lescano PER Víctor Carrillo |

## Premiação
| Recopa Sul-Americana de 2021            |
| Argentina                               |
| --------------------------------------- |
| DEFENSA Y JUSTICIA Campeão (1.º título) |